# Rick Flens
Rick Flens (Zaandam, 11 april 1983) is een voormalig Nederlands wielrenner.

## Carrière
De specialiteit van Flens was tijdrijden. Met name in prologen en kortere tijdritten kwam hij tot zijn recht.
Flens' professionele carrière begon in 2003 bij Van Vliet-EBH-Gazelle. In 2006 verhuisde hij naar het Rabobank Continental Team. Voor deze ploeg won hij onder andere de proloog van Olympia's Tour en de tijdrit in de Ronde van Poitou-Charentes. In laatstgenoemde ronde versloeg Flens onder andere Sylvain Chavanel. In 2007 stroomde Flens al door naar het "grote Rabobank". In augustus van datzelfde jaar behaalde hij voor die ploeg een overwinning in de 5e etappe van de Ronde van Denemarken; een 12,4 km. lange tijdrit in Næstved.
In 2010 eindigde Rick Flens als tweede in een heroïsche Kuurne-Brussel-Kuurne. Na een lange ontsnapping in barre weersomstandigheden werd hij in een sprint met drie geklopt door de veel snellere Bobbie Traksel. Ian Stannard finishte als derde.

## Belangrijkste overwinningen
2003
- Eindklassement OZ Wielerweekend

2005
- Ronde van Zuid-Holland
- 1e etappe OZ Wielerweekend
- Eindklassement OZ Wielerweekend

2006
- Proloog Olympia's Tour
- 3e etappe Ronde van Vlaams-Brabant
- 4e etappe Ronde van Poitou-Charentes

2007
- 5e etappe Ronde van Denemarken

2011
- Ploegentijdrit Tirreno-Adriatico (met Maarten Wynants, Lars Boom, Óscar Freire, Robert Gesink, Sebastian Langeveld, Tom Leezer en Bram Tankink)

## Resultaten in voornaamste wedstrijden
| Jaar | Ronde van Italië | Ronde van Frankrijk | Ronde van Spanje |
| ---- | ---------------- | ------------------- | ---------------- |
| 2006 |                  |                     |                  |
| 2007 |                  |                     |                  |
| 2008 |                  |                     |                  |
| 2009 |                  |                     |                  |
| 2010 | 135e             |                     |                  |
| 2011 | 154e             |                     |                  |
| 2012 |                  |                     |                  |
| 2013 |                  |                     |                  |
| 2014 | 132e             |                     |                  |
| 2015 | 144e             |                     |                  |

| Jaar | Milaan-San Remo | Gent-Wevelgem | Ronde van Vlaanderen | Parijs-Roubaix | Parijs-Tours | Kuurne-Brussel-Kuurne |  | Wereldranglijsten |
| ---- | --------------- | ------------- | -------------------- | -------------- | ------------ | --------------------- |  | ----------------- |
| 2006 |                 |               |                      | opgave         |              |                       |  |                   |
| 2007 |                 |               |                      | opgave         |              |                       |  |                   |
| 2008 |                 |               |                      | 98e            | 143e         |                       |  |                   |
| 2009 |                 | 81e           |                      | opgave         |              |                       |  |                   |
| 2010 |                 |               | opgave               | buit.tijd      | 157e         | ↑                     |  | 273e (UWK)        |
| 2011 | opgave          | 119e          | opgave               | opgave         |              |                       |  | 226e (UWT)        |
| 2012 |                 |               |                      |                | opgave       |                       |  |                   |
| 2013 | 115e            | opgave        | opgave               | opgave         | 161e         |                       |  |                   |
| 2014 | 108e            | opgave        |                      |                | 113e         |                       |  |                   |
| 2015 | 147e            | opgave        | opgave               | opgave         |              |                       |  |                   |

## Ploegen
- 2003-Van Vliet-EBH-Gazelle
- 2004-Van Vliet-EBH Advocaten
- 2005-Van Vliet-EBH Advocaten
- 2006-Rabobank Continental Team
- 2007-Rabobank
- 2008-Rabobank
- 2009-Rabobank
- 2010-Rabobank
- 2011-Rabobank
- 2012-Rabobank
- 2013-Belkin Pro Cycling [a]
- 2014-Belkin Pro Cycling
- 2015-Team LottoNL-Jumbo

1. ↑  Tot de Ronde van Frankrijk heette de ploeg Blanco-Pro Cycling Team, maar na het aantrekken van Belkin als hoofdsponsor werd de naam veranderd.